# ميهاي باربو
ميهاي باربو (بالرومانية: Mihai Barbu)‏ هو ملاكم كيك بوكسينغ روماني، ولد في 17 أغسطس 1986 في رمينكو فيلتشا في رومانيا.